# Cronica țărilor Moldovei și Munteniei

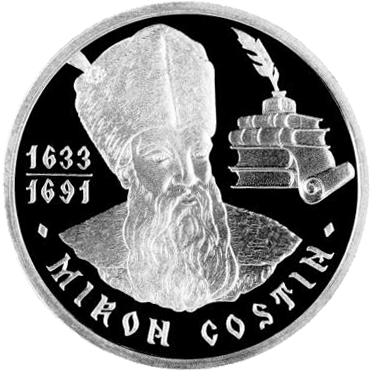
Miron Costin, autorul Chronika ziem Moldawskich y Multanskich

Chronika ziem Moldawskich y Multanskich (în română Cronica țărilor Moldovei și Munteniei) este o lucrare în limba poloneză de Miron Costin, care a mai scris și o Istorie în versuri polone despre Moldova și Țara Românească.

## Scriere
Cronica țărilor Moldovei și Munteniei a fost redactată în Principatul Moldovei la cererea comisului polonez Marcu Matczynski, care era interesat de originile locuitorilor din Moldova și Muntenia. În 1677, în momentul trecerii sale prin țară, marele sol polonez Ioan Gninski a primit lucrarea.

## Conținut
Este prima carte despre politica și geografia țărilor românești scrise de un român și destinată străinilor.
Miron Costin pune problema originii românilor și încearcă să dovedească latinitatea prin elemente de lexic: 30 de verbe și 57 de substantive.

## Erori
Apar și unele erori cum ar fi: dacii sunt un popor tătăresc, ei ar fi fost supuși înainte de Traian care doar i-ar fi readus la supunere; Hadrian ar fi fost al treilea împărat după Traian la doar 100 de ani sau că muntenii au fost numiți de otomani caravlahi („vlahi negri”) pentru că locuind la șes sunt mai bătuți de soare decât moldovenii sau că coțovlahii („vlahi șchiopi”) ar fi urmașii soldaților bolnavi sau infirmi din armata romană rămasă în Macedonia.